# ستونچه
ستونچه (انگلیسی: Columella) یک ویژگی کالبدشناختی مرکزی در صدف‌های پیچشی حلزون‌ها و شکم‌پایان است. ستونچه اغلب تنها زمانی به وضوح قابل مشاهده است که صدف شکسته، به صورت عمودی به دو نیم تقسیم شود، یا به صورت تصویر پرتو ایکس مشاهده شود.
ستونچه از نوک صدف تا نقطه میانی سطح زیرین صدف، یا نوک کانال سیفونی در صدف‌هایی که دارای کانال سیفونی هستند، کشیده می‌شود. اگر یک صدف حلزون به عنوان یک مخروط از ماده صدفی که به دور یک محور مرکزی پیچیده شده است تجسم شود، ستونچه کم و بیش از نظر فضایی با محور مرکزی صدف منطبق است. در مورد صدف‌هایی که ناف دارند، ستونچه یک ساختار توخالی است.
ستونچه برخی از گروه‌های صدف‌های شکم‌پایان می‌تواند تعدادی چین یا تاخوردگی داشته باشد (چین ستونچه‌ای، پلیت‌ها یا چین‌های ستونچه‌ای)، که معمولاً هنگام نگاه کردن به لب داخلی به داخل دهانه صدف قابل مشاهده هستند. این چین‌ها می‌توانند پهن یا باریک، برجسته یا نامحسوس باشند. این ویژگی‌های ستونچه اغلب در شناسایی خانواده، جنس یا گونه شکم‌پایان مفید هستند.
سطح ستونچه، دیواره ستونچه نامیده می‌شود. کالوس ستونچه‌ای یک ضخیم شدن صاف و آهکی است که توسط جبه ترشح می‌شود و روی ناحیه ستونچه‌ای گسترش می‌یابد. لب ستونچه‌ای، قسمت قابل مشاهده ستونچه، قسمت پایینی لب داخلی است و در نزدیکی محور پیچش قرار دارد. دندان ستونچه‌ای یک برآمدگی برجسته روی لب داخلی یک ستونچه در جهت دهانه است.
- - عضلات ستونچه‌ای:**

بخش‌های نرم بدن شکم‌پایان توسط عضلات ستونچه‌ای در صدف نگه داشته می‌شوند. این عضلات به شدت به خود ستونچه متصل هستند، نه فقط در نوک صدف، بلکه همچنین توسط یک اتصال بلند و باریک در طول یک پیچ کامل در امتداد ستونچه. عضله ستونچه‌ای از زیر جبه می‌گذرد، دیواره بدن را تا حد زیادی ضخیم می‌کند، از میان پا می‌گذرد و در انتهای دیگر خود به سطح داخلی دریچه (در صورت وجود) متصل می‌شود.
عضلات ستونچه‌ای زمانی منقبض می‌شوند که جانور نیاز دارد پا، سر و سایر قسمت‌های نرم را به داخل صدف جمع کند تا از خشک شدن و شکارچیان محافظت کند. در طی این انقباضات، دریچه و صدف به هم نزدیک می‌شوند و جانور در داخل دومی جمع می‌شود. عضلات ستونچه‌ای به‌طور مساوی برای بیرون آوردن بدن نرم از صدف استفاده می‌شوند. در حین بیرون آمدن و عقب رفتن، ماهیچه می‌پیچد، کوتاه یا دراز می‌شود.
در شکم‌پایان بسیار بزرگ مانند صدف ملکه (Aliger gigas) هنگامی که عضلات ستونچه‌ای با چاقو بریده می‌شوند، قسمت‌های نرم جانور به راحتی از صدف بیرون می‌افتند. ماهیگیران صدف در دریای کارائیب یک سوراخ کوچک در نوک صدف ایجاد می‌کنند، عضلات ستونچه‌ای را می‌برند و گوشت زنده این گونه را برداشت می‌کنند. اغلب ماهیگیران صدف خالی را دوباره به دریا می‌اندازند.